# (36789) 2000 SR19
2000 SR19 (asteroide 36789) é um asteroide da cintura principal. Possui uma excentricidade de 0.15691970 e uma inclinação de 8.13569º.
Este asteroide foi descoberto no dia 23 de setembro de 2000 por LINEAR em Socorro.